# Amytis de White
Amytornis whitei
Espèce
L’Amytis de White (Amytornis whitei) est une espèce de passereaux de la famille des Maluridae. Cet oiseau vit dans l'Ouest de l'Australie. L'espèce a été séparée d’Amytornis striatus en 2013.

## Systématique
L'espèce Amytornis whitei a été décrite pour la première fois en 1910 par l'ornithologue australien Gregory Macalister Mathews sous le protonyme Amytornis striatus whitei,. L'auteur indique que cet oiseau diffère de l'espèce Amytornis striatus par sa taille plus grande et, en particulier, son bec plus large. Par ailleurs sa teinte est plus rougeâtre. L'holotype a été capturé dans les environs de la Coongan River (d), une rivière intermittente de la région de Pilbara (Australie-Occidentale).

## Liste des sous-espèces
Selon GBIF (9 janvier 2023) :
- Amytornis whitei aenigma Black, 2020
- Amytornis whitei oweni Mathews, 1911
- Amytornis whitei parvus Black, 2020
- Amytornis whitei whitei Mathews, 1910

## Étymologie
Son épithète spécifique, whitei, ainsi que son nom vernaculaire, « de White », lui ont été donnés en l'honneur de l'ornithologue australien Henry Luke White (d) (1860-1927).

## Publication originale
- (en) G. M. Mathews, « On a new subspecies of Grass-Wren (Amytornis whitei) », Bulletin of the British Ornithologists' Club, Royaume-Uni, vol. 25,‎ 1910, p. 34 (ISSN 0007-1595, lire en ligne, consulté le 9 janvier 2013).